# Uroplatus ebenaui
Il geco coda a foglia nano (Uroplatus ebenaui (Boettger, 1879)) è un geco endemico del Madagascar.

## Descrizione
Con una lunghezza massima di 8,5 cm, U. ebenaui è una delle specie più piccole del genere Uroplatus. La coda è di forma romboidale e non supera i 2 cm di lunghezza.

## Biologia
È una specie arboricola, attiva soprattutto nelle ore notturne. Al pari delle altre specie del genere ha una dieta insettivora.

## Distribuzione e habitat
Questa specie è endemica del Madagascar settentrionale e dell'isola di Nosy Be.

## Conservazione
La IUCN Red List classifica Uroplatus ebenaui come specie vulnerabile (Vulnerable).
La specie è inserita nella Appendice II della Convention on International Trade of Endangered Species (CITES).